# Mrkonjić Grad

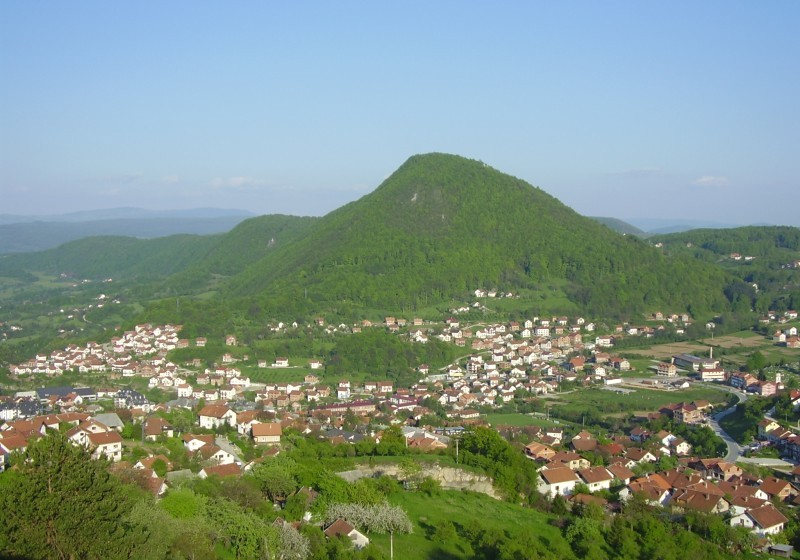
Panorama von Mrkonjić Grad

Mrkonjić Grad (kyrill. Мркоњић Град; früher Varcar Vakuf; deutsch veraltet Märkoner) ist eine Kleinstadt und die gleichnamige Gemeinde im Westen Bosnien und Herzegowinas. Die Gemeinde hat etwa 18.100 Einwohner, seit dem Bosnienkrieg fast ausschließlich Serben.
Der Ort trägt seinen heutigen Namen seit 1924, als er zu Ehren König Peters I. von Jugoslawien umbenannt wurde. Dessen Kampfname während des bosnischen Aufstandes gegen die Osmanen 1875–78 war Mrkonjić.

## Geografie
Die Stadt liegt in einem Talkessel der Crna rijeka in der Region Banja Luka der Republika Srpska. Während Mrkonjić Grad selbst auf etwa 600 m Höhe liegt, wird es von Gebirgen umgeben, deren Gipfel über 1000 m hoch sind. Dies sind die Manjača (1236 m) im Norden, die Gola planina (1001 m) im Osten, die Lisina (1467 m) im Süden und der Dimitor (1483 m) im Westen. Die Gebirge sind dicht bewaldet und kaum besiedelt.

### Klima
Mrkonjić Grad hat ein gemäßigt-kontinentales Klima, welches von der Höhenlage des Ortes und den umgebenden Gebirgen stark beeinflusst wird. Die Jahresdurchschnittstemperatur liegt bei 8,7 °C; der kälteste Monat ist der Januar mit −3 °C, am wärmsten der Juli mit 18 °C. Der mittlere Jahresniederschlag liegt bei 1058 mm.

### Flüsse
Im südlichen Gemeindeteil – an den Hängen des Podovi-Gebirges – befinden sich die Quellgebiete der Pliva und Sana. Das Gemeindegebiet zählt zu etwa 85 % zum Einzugsgebiet des Vrbas und zu 15 % zu jenem der Sana, in seiner Gesamtheit also zu dem des Schwarzen Meeres.

### Gemeindegliederung
Zur Gemeinde gehören die Orte Baljvine, Bjelajce, Brdo, Gerzovo, Gornja Pecka, Gornja Podgorja, Gornji Baraći, Gornji Graci, Gustovara, Dabrac, Donja Pecka, Donja Podgorja, Donji Baraći, Donji Graci, Dubica, Jasenovi Potoci, Kopljevići, Kotor, Liskovica, Magaljdol, Majdan, Medna, Mlinište, Mrkonjić Grad, Okandžije, Orahovljani, Oćune, Podbrdo, Podorugla, Podrašnica, Stupari, Surjan, Šehovci, Šibovi, Trijebovo, Trnovo und Ubavića Brdo.
Das Dorf Vlasinje gehörte bis zum Dayton-Vertrag zur Gemeinde Mrkonjić Grad und kam dann zur Gemeinde Jajce in der Föderation.

## Geschichte
Der Ort war schon zur Römerzeit besiedelt. Von den Türken wurde er Varcar Vakuf genannt. Um 1595 wurde die Kizlar-Aga-Moschee gebaut. Sie war seit 1951 nationales Kulturdenkmal.
Während des Zweiten Weltkrieges fand am 25. November 1943 das erste Treffen des Bosnischen Befreiungskomitees (ZAVNO BiH) in Mrkonjić Grad statt, auf dem die Zukunft des Landes als gemeinsame Republik der Kroaten, Serben und Muslime beschlossen wurde.
Im Bosnienkrieg war die Stadt zumeist unter serbischer Kontrolle, wurde jedoch 1995 von der HVO eingenommen. Die serbische Bevölkerung war zum großen Teil vorher geflohen.
Im abgelegenen Gemeindeteil Baljvine auf der anderen Seite der Vrbas-Schlucht, bestehend aus den Dorfteilen Donje Baljvine (mit Moschee) und Gornje Baljvine (mit Kirche) kam es weder während des Zweiten Weltkriegs noch während des Bosnienkrieges zu Kämpfen zwischen Bosniaken und Serben. Nachdem im einen Dorfteil eine Moschee errichtet worden war, sammelte man gemeinsam Geld, um im anderen Teil eine Kirche bauen zu können. Zur Grundschule des Dorfes gehen die Kinder gemeinsam.
Mit dem Dayton-Vertrag kamen Mrkonjić Grad und die Umgebung zur Republika Srpska.

## Bevölkerung
Die Volkszählung von 1991 ergab folgende Zusammensetzung:
- Serben – 21.057 (76,86 %)
- Bosniaken – 3272 (11,94 %)
- Kroaten – 2139 (7,80 %)
- Jugoslawen – 593 (2,16 %)
- Andere – 334 (1,24 %)

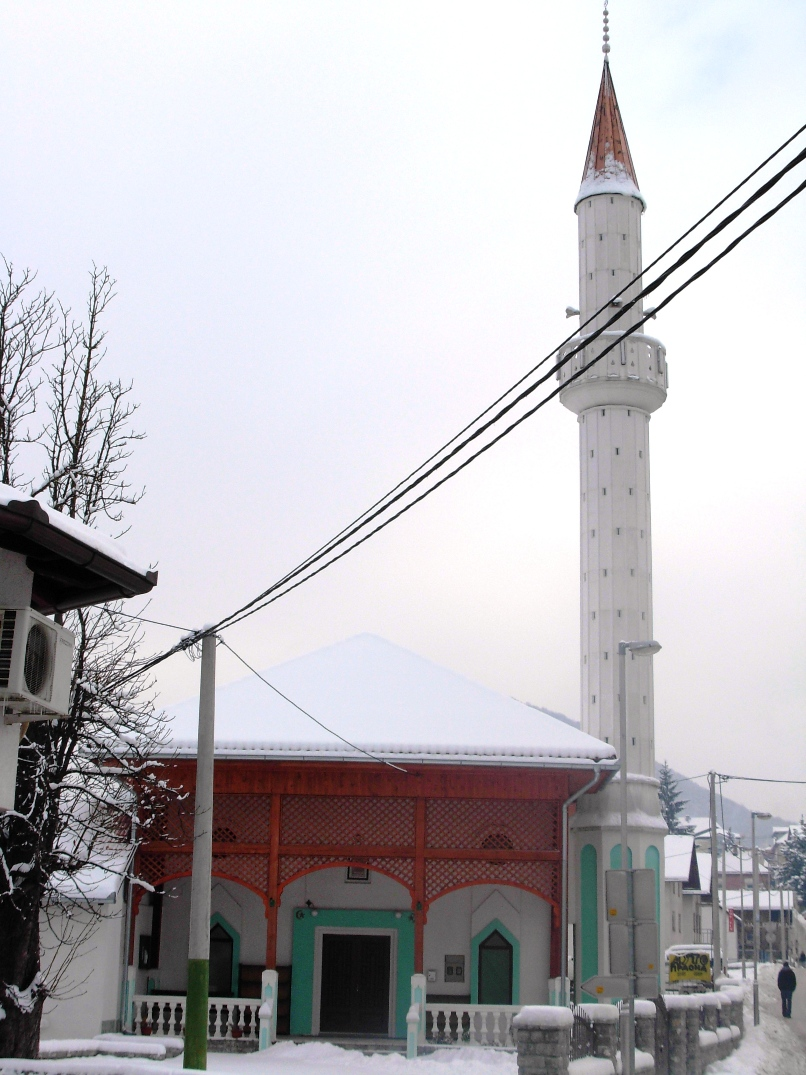
Die neu erbaute Hamadija-Moschee

Bei der Volkszählung von 2013 hatte die Gemeinde nur noch 16.671 Einwohner; das bedeutet einen Rückgang von fast einem Drittel während und nach dem Bosnienkrieg. Der Anteil der Bosniaken und Kroaten sank bedingt durch den Kriegsverlauf deutlich.

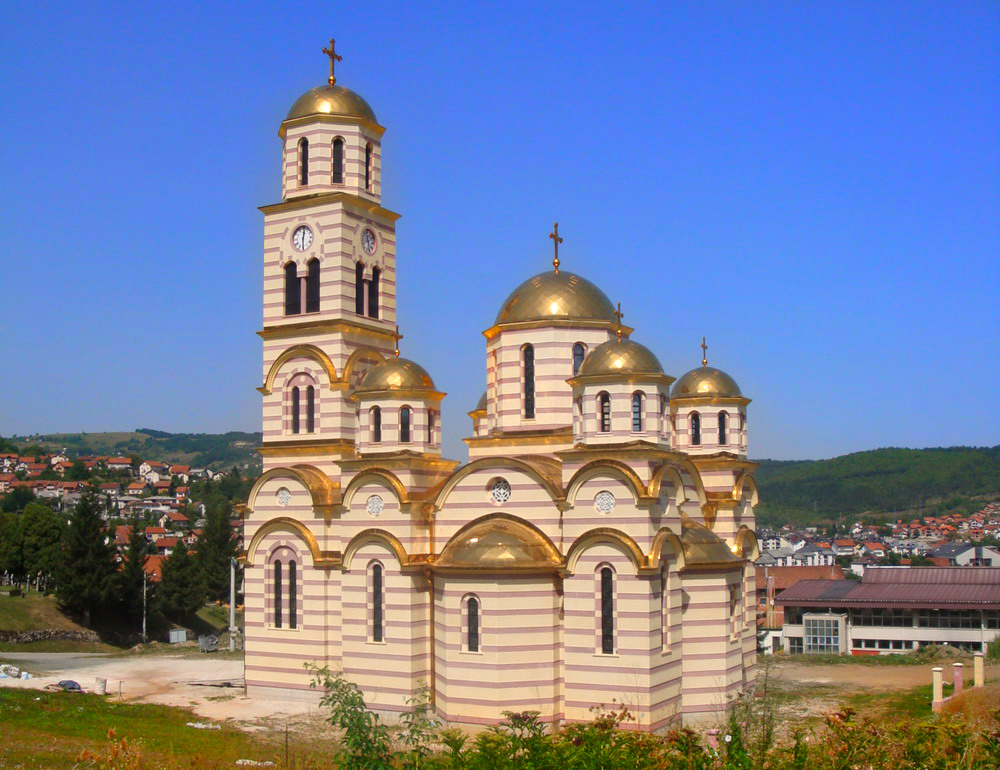
Die Serbisch-orthodoxe Kirche zur Überführung der Reliquien des Hl. Sava

- Serben – 16.050 (96,3 %)
- Bosniaken – 375 (2,2 %)
- Kroaten – 159 (1 %)
- Andere – 87 (0,5 %)[5]

## Verkehr
Mrkonjić Grad liegt an der Magistralstraße 5 (Bihać-Sarajevo), welche die wichtigste West-Ost-Verbindung in diesem Teil des Landes darstellt. Die nächsten Städte – Ključ im Westen und Jajce im Osten – sind 38 bzw. 27 km entfernt. Durch das Tal der Crna rijeka führt eine stark befahrene Verbindungsstraße in nördliche Richtung zur M 16 ins Vrbas-Tal und nach Banja Luka (53 km).
Eine Bahnanbindung nach Mrkonjić Grad besteht nicht mehr.